# Là-haut (chanson)
Pour les articles homonymes, voir Là-haut.
Singles de Chimène Badi
Zina (ici ou là-bas)
(2016)
Pistes de Chimène
L'amour dure trois temps
(1) Ce qui m'anime
(3)
Là-haut est le premier single issu de l'album Chimène de la chanteuse française Chimène Badi. Composé par Boban Apostolov et écrit par Yseult, Yacine Azeggagh et Corson, le titre est choisi par la chanteuse pour participer à l'émission télévisée Destination Eurovision 2019, concours visant à sélectionner la chanson et l'artiste en lice pour l'Eurovision. Avec Là-haut, Badi termine 3e au concours, derrière Tous les deux de Seemone et Roi de Bilal Hassani.

## Genèse
La chanson est composée par Yseult, Yacine Azeggagh, Corson et par Boban Apostolov, déjà derrière le titre Notre idylle de Jenifer, et co-écrite par Yseult, Yacine Azeggagh et Corson. Là-haut est née pendant un séminaire de 2017 et restera entre-temps dans les archives. D'après Azeggagh, la chanson figurait dans son « Top 10 des titres à démarcher ». En août 2018, Chimène Badi reçoit un appel de Mickaël Miro lui parlant de participer à l'émission Destination Eurovision. Surprise, elle accepte de se rendre en studio écouter des chansons aux côtés de Corson. Au moment de partir, il lui fait écouter Là-haut, le titre plait alors immédiatement à la chanteuse. Sur ce choix, la chanteuse explique : « Quand je l'ai entendue, je me suis dit qu'elle était pour moi. Un truc s'est passé avec cette chanson. Elle est venue confirmer mon état d'esprit, elle m'a fait du bien. » Le texte de la chanson fait écho chez la chanteuse à la disparition du père d'une amie avec qui elle était très proche et qu'elle considérait comme son « deuxième père »,. Chimène Badi précise : « [...] je me suis dit que je tenais "la" chanson. Je l’ai enregistrée puis je suis allée voir ma maison de disques, car cela m’avait redonné l’envie de faire un album. Pour la première fois de ma vie je décidais seule, je n’obéissais plus à un homme qui régentait ma carrière. C’était reparti. »

## Composition
Là-haut est une ballade pop empruntant des éléments à la soul. D'après Corson, la chanson « raconte ces moments où la vie bascule. Ça peut être une rencontre, ça peut être un coup de foudre, c'est ces moments là qu'on ne contrôle pas. » Il s'agit, selon le label Capitol, d'« un appel à poursuivre le chemin vers le mieux, vers le bien », et le site internet d'Azeggagh parle d'« un hymne pour ceux qui cherchent à se dépasser et à se reconnecter avec leurs aspirations les plus profondes. », La chanson est introduite par quelques notes de piano accompagné des paroles « Qui peut nous dire qui nous sommes ? Rien ni personne », pour ensuite arriver au refrain « Ça vient de là-haut, comme le vent sur ma peau / Le destin nous entraîne, comme une ritournelle », mettant en avant le coffre de la chanteuse.

## Performance dansDestination Eurovision 2019
Contactée pour l'émission par Sylvain Baudier, ancien patron d'Universal, Chimène Badi confirme le choix de la chanson pour le concours. D'après la chanteuse, le fait que le titre soit « péchu » et que « beaucoup de gens pourront se retrouver dans le texte » font de ce titre une bonne chanson pour l'Eurovision. D'autre part, la chanteuse refuse d'inclure des passages en anglais au titre, expliquant : « Je suis une chanteuse française, et je veux représenter la France. C'est logique que je m'exprime en français. »
Lors de la demi-finale du 12 janvier 2019, Là-haut obtient 22 points de la part du jury international, plaçant la chanson à la 5e place parmi les 9 participants, avant d'obtenir 44 point de la part des téléspectateurs poussant la chanson en deuxième position derrière Roi de Bilal Hassani avec 66 points, et qualifiant de fait le titre pour la finale,. Selon Chimène Badi, le public a été au rendez-vous. Pour la finale, la chanteuse et le directeur artistique décide de revoir la mise en scène afin de séduire le jury international. En effet, pendant la demi-finale, la chanteuse interprète Là-haut enfermée dans un cube censé représenter les cinq dernières années où la chanteuse s'est sentie enfermée et où elle n'arrivait pas à trouver ses marques en tant qu'artiste. L'idée est donc que la chanteuse sorte rapidement de ce cube pour laisser la place à un danseur. En finale le 26 janvier, la chanson obtient 119 points et se retrouve en troisième position derrière Tous les deux de Seemone et Roi de Bilal Hassani avec respectivement 156 et 200 points.

## Accueil
Serge Boulbès de La Dépêche du Midi évoque « un texte intelligent » et « une musique que l'on retient facilement ». Pour Fabien Randanne de 20 minutes, Là-haut « permet de jouer sur un large spectre vocal » et pour Marie Guillot Farneti, du web-magazine Aficia, le titre possède une « mélodie entraînante et entêtante »,. Cependant, la rédaction du Parisien indique dans la perspective du Concours Eurovision que la chanson « bien qu'efficace est un peu classique et manque de paillettes ».
En France, la chanson débute dans le classement des téléchargements du SNEP la semaine du 18 janvier 2019 à la 19e position. Le titre réapparait la semaine 1er février pour atteindre sa meilleure place en 14e position, avant de redescendre la semaine suivante à la 91e place,. En Belgique francophone, Là-haut ne parvient pas à se hisser dans l'Ultratop 50, mais arrive cependant en 24e position de l'Ultratip Bubbling Under la semaine du 9 février.

## Clip vidéo
Mis en ligne 6 mars 2019, le clip vidéo expose différents moments de vie : une jeune femme en proie à des pensées suicidaires, un clown tachant de redonner le sourire à des enfants malades, un enfant dont le chien s'est sauvé ou un enfant handicapé désirant faire du skateboard. Un signe du destin se présente alors à eux, quand bien même la situation pouvait sembler perdue.

## Versions
| 1. | Là-haut | 2:49 |

## Classements hebdomadaires
| Classement (2019)                              | Meilleure position |
| ---------------------------------------------- | ------------------ |
| Belgique (Wallonie Ultratip Bubbling Under 50) | 24                 |
| France (SNEP Téléchargement)                   | 14                 |